# Harajuku

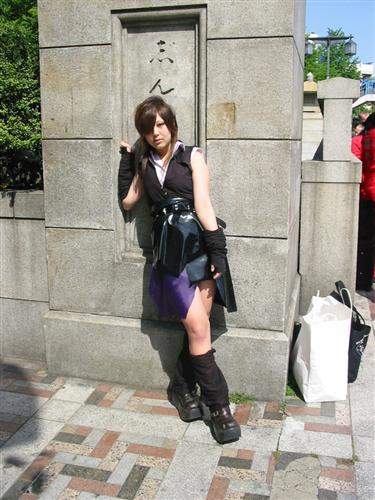
Joven seguidora del Visual kei en el Puente Jingu de Harajuku.

Harajuku (原宿 "alojamiento de la pradera") escucharⓘ es el nombre con el cual se conoce a la zona que rodea a la Estación Harajuku en Tokio (Japón), la cual está situada sobre la Línea Yamanote en el barrio especial de Shibuya de Tokio (Japón).
Es conocida por ser uno de los lugares de compras más populares de la ciudad, a la vez que sirve como punto de encuentro para los jóvenes, quienes cada domingo se reúnen y exhiben estilos de moda únicos y de vanguardia. También es posible apreciar mercadillos, así como también grupos musicales y solistas en vivo.

## Ubicación

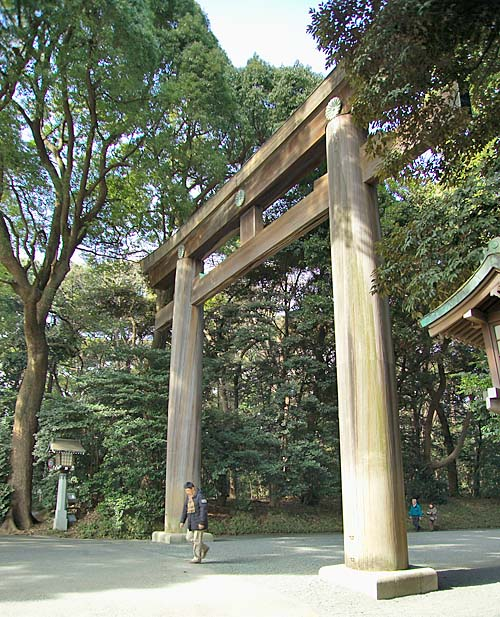
Entrada al Santuario Meiji.

Harajuku es un área de Shibuya que limita con Shinjuku y cuenta con sitios tanto turísticos como comerciales:
- Santuario Meiji (Meiji Jingū): Construido en 1920 en honor al Emperador Meiji y su esposa.
- NHK Hall: Sede principal del canal NHK.[3]
- Omotesandō: Conocida también como 'Los Campos Elíseos de Tokio', es una zona de restaurantes, tiendas de ropa y boutiques de la talla de Louis Vuitton, Gucci, Gap, The Body Shop y Zara; todo sobre un área de edificios con acabados arquitectónicos ultramodernos como el Omotesando Hills.[4][5]
- Takeshita-dōri: Allí se ubican pequeñas tiendas que ofrecen atuendos Gothic Lolita, visual kei, rockabilly, hip-hop y punk, así como puestos de comidas rápidas.[6]
- "Ura-hara": Es un centro de la moda para los jóvenes, ubicado entre los callejones de Harajuku. Allí se encuentran tiendas como A Bathing Ape y Undercover.[7]
- Puente Jingu: Es el puente que conecta a Harajuku con el Parque Yoyogi y el Templo Meiji. Suele ser el punto de encuentro principal para los jóvenes que asisten allí.
- Santuario Tōgō (Tōgō-jinja): Construido en 1940 en honor al almirante Tōgō Heihachirō.
- Parque Yoyogi: Sitio de entrenamiento del Ejército Imperial Japonés, del primer vuelo en Japón (1910) y villa atlética de los Juegos Olímpicos de Tokio 1964. Allí también se realizan cada domingo presentaciones musicales y otros eventos culturales.

## Influencia cultural

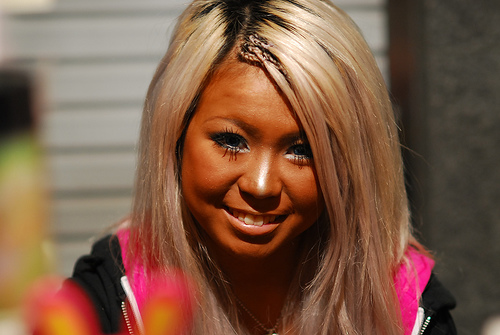
Chica Ganguro.

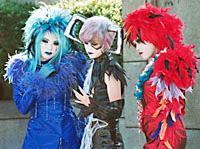
Cosplayers de la agrupación Malice Mizer en Harayuku.

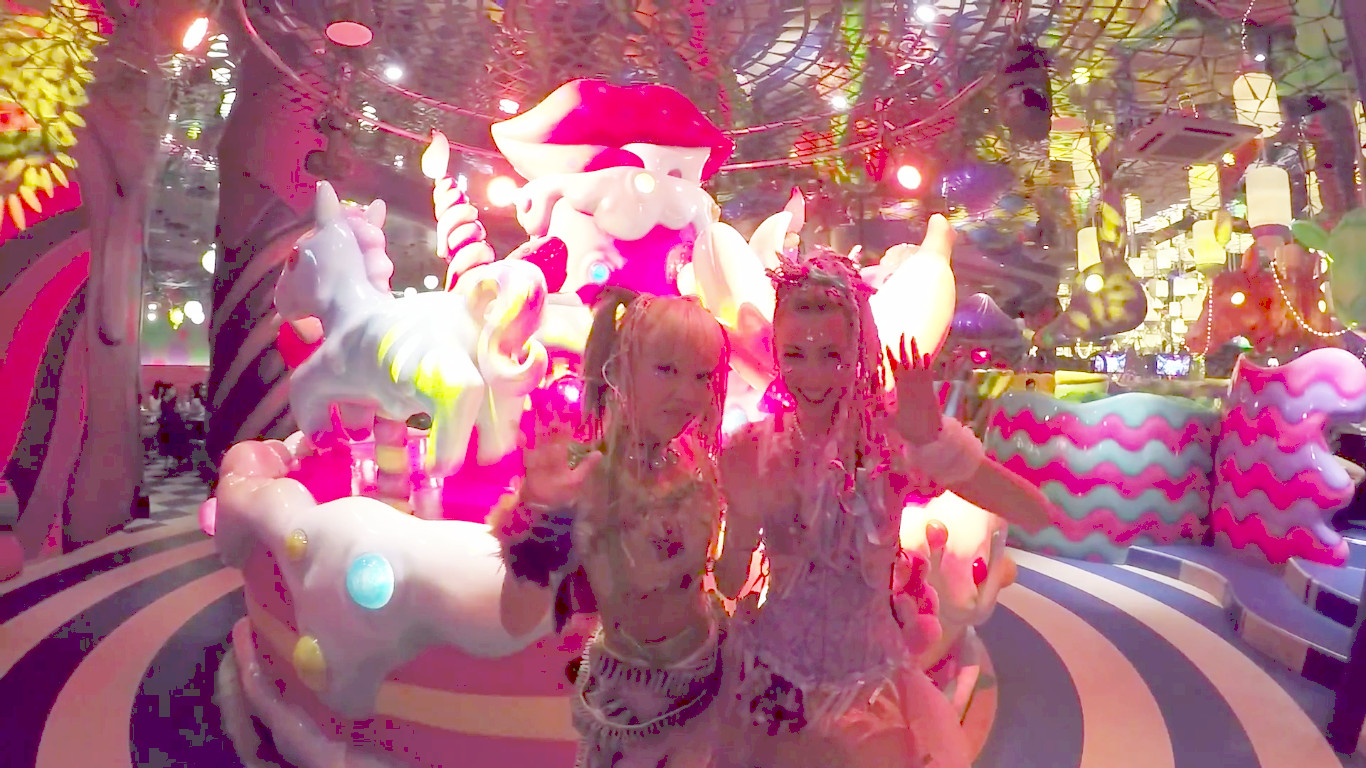
Kawaii monstar cafe

### Moda
La aparición de la moda harajuku tuvo su origen bajo el lema de vestir de forma libre, sin tener que seguir unas normas establecidas por la sociedad. De esta forma, pueden existir muchas tendencias en la calle, algunas incluso mezcladas entre ellas. Los estilismos de ropa en Tokio pueden cambiar con tanta rapidez, que es muy común que existan constantemente nuevas tendencias en la calle. 
Entre cadenas, vendajes, maquillajes extravagantes, trajes oscuros —e incluso tradicionales como los kimonos—, los ávidos seguidores de la moda de Harayuku asisten todos los domingos para enseñar estilos poco usuales y según sus propias inclinaciones; entre las tendencias que allí se pueden hallar se destacan:
- Lolita: Chicas vestidas con ropas al estilo victoriano. Existen varias subdivisiones.
- Kodona: Chicos vestidos con ropas al estilo victoriano.
- Visual Kei: Estilo andrógino y llamativo. Basado en el Glam Rock, Post-punk y el teatro Kabuki. Uno de los estilos más antiguos.
- Decora: Estilo tierno, aunque el uso recargado de accesorios es su principal característica (calcomanías, clips, ganchos para pelo) y el color rosa predomina en los atuendos.
- Ganguro: Un estilo que busca imitar a las 'chicas californianas' —cabello oxigenado, piel muy bronceada, uñas y pestañas postizas—.
- Rockabilly: Se visten al estilo de los rocanroleros de los años 50 como Elvis Presley y se congregan en el Parque Yoyogi para bailar al son de música rockabilly generalmente en japonés.[8]
- Cosplay: Se disfrazan de sus ídolos de música, manga, anime o personajes de Occidente.
- Hip hop: Si bien no son el grupo predominante, existen en la zona tiendas especializadas en el tema con sus respectivos seguidores. Incluso suelen hacer demostraciones de baile hip hop fusionado con otros estilos como el rap.
- Kawaii: Este adjetivo japonés se puede traducir como "bonito, tierno, adorable" y está relacionada con la forma de vestir que pretende resaltar la belleza de lo infantil. Por este motivo, algunos de los elementos considerados kawaii en Japón son peluches, bebés, muñecas, juguetes, animalitos, etc. Los jóvenes japoneses que se visten con este estilo suelen llevar colores pastel o rosados, ropa holgada, volantes, lazos, etc.[9]

### Música

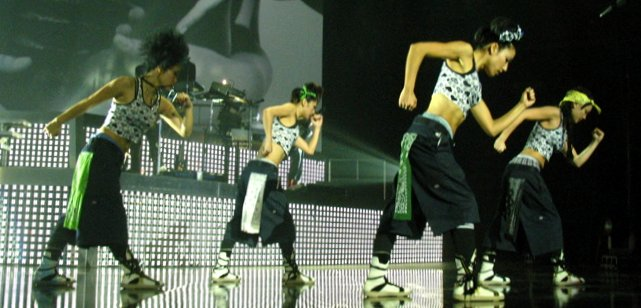
Harayuku Girls en un concierto de Gwen Stefani.

- El músico japonés en la escena Visual kei, hide (Matsumoto Hideto 松本 秀 人) se refiere a la zona con "Ichi, Ni, San, Juu, All the way from Harajuku" en la canción "Space Monkey Punks from Japan" en álbum “3.2.1.” de Zilch,
- La banda japonesa An cafe, lanzó en 2009 un EP promocional para América llamado: "Harajuku Dance Rock"
- Docenas de grupos musicales independientes y amateur organizan recitales alrededor del Parque Yoyogi, al igual que solistas y ensambles de percusión tradicional.[10][11]
- Gracias a la connotación estética de grupos musicales como Malice Mizer o An Cafe, pertenecientes a los movimientos musicales Visual kei y Oshare Kei, el modo de vestir de varios de los asistentes de Harayuku ha sido influenciado de manera significativa.
- La cantante Gwen Stefani trata la temática de la moda Harayuku en cortes de su disco Love. Angel. Music. Baby., además de realizar coreografías con bailarinas conocidas como las Harajuku Girls, tanto en sus conciertos como en sus videos musicales. Debido a su amplia aceptación, Stefani decidió crear una marca de accesorios y fragancias llamada Harajuku Lovers.[12]
- El músico y productor brasileño Astronauta Pinguim hace referencia a la zona en su canción Harajuku, here we go! (de su disco Supersexxxysounds).,[13] en tanto que el tema I'm A Cuckoo del grupo Belle and Sebastian contiene en sus letras: "And watch the Sunday gang in Harajuku" ("Y observo a la pandilla del domingo en Harajuku").[14]
- La Rapera Nicki Minaj, adoptó el nombre Harayuku para uno de sus alter ego más conocidos Harajuku Barbie.
- La cantante Kyary Pamyu Pamyu, canta sobre este lugar en uno de sus temas llamado "Harajuku iyahoi".

### Videoclips
- Un vistazo a Harajuku
- Abrazos gratis en el Puente Jingu
- Parque Yoyogi: Coreografías de tambores y abanicos en Vimeo
- Parque Yoyogi: Bandas de rock en vivo en Vimeo
- Parque Yoyogi: Grupo de bailarines de rockabilly

- Datos: Q746573
- Multimedia: Harajuku / Q746573